# Mammet Orazmuhammedow
Mammet Orazmuhammedow (sinh ngày 20 tháng 12 năm 1986) là một cầu thủ bóng đá Turkmenistan, thi đấu ở vị trí thủ môn cho FC Altyn Asyr và Turkmenistan. Anh có màn ra mắt cho đội tuyển quốc gia trong Cúp Challenge AFC 2012.

## Thống kê sự nghiệp

### Quốc tế
| Đội tuyển quốc gia Turkmenistan | Đội tuyển quốc gia Turkmenistan | Đội tuyển quốc gia Turkmenistan |
| Năm                             | Số trận                         | Bàn thắng                       |
| ------------------------------- | ------------------------------- | ------------------------------- |
| 2011                            | 1                               | 0                               |
| 2012                            | 0                               | 0                               |
| 2013                            | 0                               | 0                               |
| 2014                            | 0                               | 0                               |
| 2015                            | 5                               | 0                               |
| 2016                            | 3                               | 0                               |
| 2017                            | 1                               | 0                               |
| Tổng                            | 10                              | 0                               |

Thống kê chính xác đến trận đấu diễn ra ngày 26 tháng 3 năm 2017